# إنتمبو
إنتمبو، ناطحة سحاب تتكون من 47 طابقاً، بارتفاع 198 متراً، تقع في بنيدورم في إسبانيا. Tقُدّم تصميم المبنى رسمياً في 19 كانون الثاني (يناير) 2006م، وبدأ العمل بتنفيذه عام 2007م، وكان من المقرر الانتهاء منه في الأصل عام 2009م، أعيق العمل على نحو كبير بسبب الأزمة الاقتصادية عام 2008م، والتي أثرت على قطاع العقارات في إسبانيا بشكلٍ خطير. اكتمل جزء من البناء في شهر آذار (مارس) عام 2014م، لكن ممول المشروع أعلن إفلاسه. عام 2018م، حازت شركة إس في بي غلوبال المبنى ليصير الانتهاء منه بالكامل في الربع الأول من عام 2019م.
يعتبر إنتمبو أطول مبنى في بينيدورم وخامس أطول مبنى في إسبانيا

## التاريخ
عام 2005، تم الحصول على قرضٍ بقيمة 92 مليون يورو من بنك كايكسا لبدء أعمال بناء البرج. وتم تحديد موعد افتتاح البرج في 2009، إلا أنه تم إعادة جدولة موعد الافتتاح حتى 2011م.

## الارتفاع
يعتبر إنتمبو أطول مبنى في مدينة بينيدورم (يتجاوز طول غران هوتيل بالي، وهو أطول مبنى في إسبانيا خارج مدريد، وأحد أطول المباني في العالم في المدن التي يقل عدد سكانها عن 100,000 نسمة، وهو أطول مبنى سكني في إسبانيا.

## البناء
يتكون المبنى من برجين متوازيين يفصل بينهما فراغ بعرض 20 متراً، ويتصل البرجان بهيكل مخروطي الشكل بين الطوابق 38 و44. يشبه المنظر الأمامي بشكل غامض رقم 11 وحرف M، ودفع هذا اإلى التكهن بشأن إشارة محتملة إلى الهجمات الإرهابية التي شنت على مدريد يوم 11 مارس 2004. وهو من ناطحات السحاب القليلة في العالم التي تتخذ شكل القوس (يعتبر قوس لاديفونس في باريس مثال آخر في أوروبا ). واجهة المبنى من الزجاج وهو أول برج سكني يقام في مدينة بينيدورم[بحاجة لمصدر]

## وصلات خارجية
- الموقع الرسمي
- إنتمبو معروض للبيع